# Список браузеров
Ниже приведен список браузеров, которые заслуживают внимания.

## История
| Year | Web browsers |
| ---- | --- |
| 1990 | WorldWideWeb (Nexus) |
| 1991 | Line Mode Browser |
| 1992 | Erwise, MacWWW (Samba), MidasWWW, ViolaWWW |
| 1993 | AMosaic 1.0, Arena, Cello, Lynx 2.0, Mosaic |
| 1994 | Agora (Argo), IBM WebExplorer, IBrowse, MacWeb, Minuet, Netscape Navigator, SlipKnot 1.0 |
| 1995 | Grail, Internet Explorer 1, Internet Explorer 2, Netscape Navigator 2.0, OmniWeb, UdiWWW, |
| 1996 | Amaya 0.9, Arachne 1.0, AWeb, Cyberdog, Internet Explorer 3.0, Netscape Navigator 3.0, Opera 2.0, PowerBrowser 1.5, Voyager                                                                                 |
| 1997 | Amaya 1.0, Internet Explorer 4.0, Netscape Navigator 4.0, Netscape Communicator 4.0, Opera 3.0 |
| 1998 | iCab, Mozilla |
| 1999 | Amaya 2.0, Mozilla M3, Internet Explorer 5.0 |
| 2000 | Amaya 3.0, Amaya 4.0, K-Meleon 0.2, Konqueror, Netscape 6, Opera 4, Opera 5, |
| 2001 | Amaya 5.0, Internet Explorer 6, Galeon 1.0, Opera 6, |
| 2002 | Amaya 6.0, Amaya 7.0,Phoenix 0.1, Netscape 7, Mozilla 1.0, Links 2.0 |
| 2003 | Amaya 8.0, Epiphany 1.0, Opera 7, Apple Safari 1.0, |
| 2004 | Firefox 1.0, Netscape Browser, OmniWeb 5.0 |
| 2005 | Amaya 9.0, AOL Explorer 1.0, Epiphany 1.8, Maxthon 1.0, Netscape Browser 8.0, Opera 8, Apple Safari 2.0, Shiira 1.0                                                                                         |
| 2006 | Camino 1.0, Galeon 2.0, iCab 3, K-Meleon 1.0, Mozilla Firefox 2.0, Internet Explorer 7, Opera 9,, SeaMonkey 1.0                                                                                             |
| 2007 | Conkeror, Flock 1.0, Apple Safari 3.0, Netscape Navigator 9, NetSurf 1.0 |
| 2008 | Google Chrome 1, Maxthon 2.0, Mozilla Firefox 3, Opera 9.5,, Apple Safari 3.1, Konqueror 4, Amaya 10.0, Flock 2, Amaya 11.0                                                                                 |
| 2009 | Google Chrome 2-3, Mozilla Firefox 3.5, Internet Explorer 8, Opera 10,, Apple Safari 4, SeaMonkey 2, Camino 2, surf, Pale Moon 3.0                                                                          |
| 2010 | Google Chrome 4-8, Mozilla Firefox 3.6, Opera 10.50,, Opera 11, Apple Safari 5, K-Meleon 1.5.4, xxxterm |
| 2011 | Google Chrome 9-16, Mozilla Firefox 4-9, Internet Explorer 9, Opera 11.50, Apple Safari 5.1, Maxthon 3.0, SeaMonkey 2.1-2.6                                                                                 |
| 2012 | Google Chrome 17-23, Mozilla Firefox 10-17, Internet Explorer 10, Opera 12, Apple Safari 6, Maxthon 4.0, SeaMonkey 2.7-2.14                                                                                 |
| 2013 | Google Chrome 24-31, Mozilla Firefox 18-26, Internet Explorer 11, Opera 15-18, Pale Moon 15.4-24.2.2, Apple Safari 7, SeaMonkey 2.15-2.23                                                                   |
| 2014 | Google Chrome 32-39, Mozilla Firefox 27-34, Opera 19-26, Pale Moon 24.3.0-25.1.0, Apple Safari 8, SeaMonkey 2.24-2.30                                                                                       |
| 2015 | Google Chrome 40-47, Microsoft Edge, Mozilla Firefox 35-43, Opera 27-34, Pale Moon 25.2.0-25.8.1, Vivaldi                                                                                                   |
| 2016 | Google Chrome 48-55, Mozilla Firefox 44-50, Microsoft Edge 14, Opera 35-42, Pale Moon 26.0.0-27.0.3, Apple Safari 9-10, SeaMonkey 2.24-2.30                                                                 |
| 2017 | Google Chrome 56-60, Microsoft Edge 15, Mozilla Firefox 51-55.0.2, Opera 43-45, Opera Neon, Pale Moon 27.1.0-27.6.2, Safari 10-11                                                                           |
| 2018 | Chrome 64-71, Firefox 58-64, Microsoft Edge 42-44, Opera 50-57, Pale Moon 27.7.0-28.2.2, Safari 11-12, Vivaldi 1.14-2.2                                                                                     |
| 2019 | Chrome 72-79, Firefox 65-71, Microsoft Edge, Opera 58-65, Pale Moon 28.3.0-28.8.0, Safari 12-13, SeaMonkey, Vivaldi 2.2-2.10, Yandex.browser                                                                |
| 2020 | Chrome 80-87, Firefox 72-84, Microsoft Edge, Opera 66-73, Pale Moon 28.8.1-28.17.0, Safari 13-14, SeaMonkey, Vivaldi 2.10-3.5, Yandex.browser                                                               |
| 2021 | Chrome 88-96, Firefox 85-95, Microsoft Edge 88-96, Opera 74-82, Pale Moon 29.0.0-29.4.3, Safari 15, Vivaldi 3.6-5.0                                                                                         |
| 2022 | Chrome 97-107, Firefox 96-107, Microsoft Edge 97-107, Opera 83-93, Pale Moon 29.4.4-31.4.2, Safari 15.4-16.2, Vivaldi 5.1-5.6                                                                               |
| 2023 | Chrome 108—120.0.6099.129, Firefox 108—121.0, Microsoft Edge 108—120.0.2210.61, Opera 94-106.0.4998.19, Pale Moon 31.4.3-32.5.2, Safari 16.3-17.2, Vivaldi 5.7-6.5, Arc 1.10-1.21.0                         |
| 2024 | Chrome 120-Current, Firefox 122-Current, Microsoft Edge 121-Current, Opera 106-Current, Pale Moon 33-Current, Safari 17.3-Current, Vivaldi 6.6-Current, Arc 1.21.1-Current, Ecosia Browser 1.0.0.31-Current |

## Движки
- Gecko разработан Mozilla Foundation.
  - Goanna — форк Gecko, разработанный Moonchild Productions.
- Servo — экспериментальный движок верстки веб-браузера, разрабатываемый совместно компаниями Mozilla и Samsung. В 2020 году разработка движка была передана Linux Foundation.
- Presto был разработан Opera Software для использования в Opera. Разработка прекратилась, когда Opera перешла на Blink.
- Trident разработан Microsoft для использования в Windows версиях Internet Explorer 4 — Internet Explorer 11.
  - EdgeHTML — движок, разработанный Microsoft для Edge. Он представляет собой в значительной степени переработанный форк Trident с удалением всего устаревшего кода.
- Tasman был разработан компанией Microsoft для использования в Internet Explorer 5 для Macintosh.
- KHTML был разработан в рамках проекта KDE, но с тех пор прекратил свое существование.
  - WebKit — форк KHTML от Apple Inc., используемый в браузере Apple Safari, а ранее в Chromium и Google Chrome.
    - Blink — форк компонента WebKit WebCore от Google, созданный в 2013 году и используемый в Chromium, Google Chrome, Microsoft Edge, Opera и Vivaldi.[17].

## Графические
Текущие и поддерживаемые проекты выделены жирным шрифтом.

### Tridentshells
Другие издатели программного обеспечения создали браузеры и другие продукты на основе движка Trident от Microsoft. Следующие браузеры основаны на этом движке рендеринга:
- 360 Secure Browser
- AOL Explorer
- Deepnet Explorer
- GreenBrowser
- Internet Explorer
- MediaBrowser
- MSN Explorer
- NeoPlanet
- NetCaptor
- QQ Browser

### Основанные на Gecko
- Camino для Mac OS X (ранее Chimera)[18].
- Conkeror, (браузер, управляемый с клавиатуры)
- Galeon, (GNOME старый браузер по умолчанию)
- K-Meleon (Windows)
  - K-MeleonCCF ME (для Windows на основе ядра K-Meleon, в основном написан на Lua)
  - K-Ninja (для Windows на базе K-Meleon)
- MicroB (для Maemo)
- Minimo (для мобильных устройств)
- Mozilla Firefox (ранее Firebird и Phoenix, разработаны Mozilla foundation)
  - AT&T Pogo (основан на Firefox)
  - Cliqz (форк Firefox)
  - CometBird (оптимизированный форк Firefox, позволяющий скачивать видео)
  - Comodo IceDragon (веб-браузер на базе Firefox для Windows с улучшениями конфиденциальности и производительности, разработанный Comodo)
  - Flock (был основан на Firefox до версии 2.6.1, а после основан на Chromium)
  - Floorp (основан на Firefox с расширенными возможностями настройки)
  - Iceweasel (ребрендинг Firefox в Debian)
    - Swiftweasel (оптимизированные для процессоров сборки на основе Iceweasel)

  - GNU IceCat (GNU — форк от Firefox)
  - LibreWolf
  - Netscape Browser 8 — Netscape Navigator 9 (поддержка завершена)
  - TenFourFox (порт Firefox на PowerPC версии Mac OS X)
  - Timberwolf (порт для AmigaOS 4)
  - Tor Browser (браузер с поддержкой конфиденциальности)
    - Mullvad Browser (основан на Tor Browser)

  - Swiftfox (оптимизированные для процессоров сборки на основе Firefox)
  - Waterfox (веб-браузер на основе Firefox для Windows, macOS и Linux)
  - xB Browser (ранее XeroBank Browser и Torpark), портативный браузер для анонимного просмотра сайтов, первоначально основанный на Firefox
- Мобильный Firefox (кодовое имя Fennec)
- Mozilla Application Suite
  - Beonex Communicator (отдельная branch, основанная на Mozilla Application Suite)
  - Classilla (обновленный форк пакета для Mac OS 9)
  - Gnuzilla (форк от GNU)
  - Netscape (Netscape 6 — 7, основан на Mozilla)
  - SeaMonkey (преемник Mozilla Application Suite)
    - Iceape (Ребренд Seamonkey в Debian)
- Skyfire (для мобильных устройств)
- SlimBrowser
- Yahoo! Browser (или партнерские браузеры, например, «AT&T Yahoo! Browser»; «Verizon Yahoo! Browser»; «BT Yahoo! Browser» и т. д.)

### Основанные на Goanna
- Basilisk — аналогичен Pale Moon, но имеет интерфейс Firefox 29-56 и несколько других отличий
- K-Meleon — начиная с версии 77 (2019)
- Pale Moon — форк Firefox, сохраняющий поддержку расширений XUL/XPCOM и пользовательский интерфейс эпохи Firefox 4-28.

### Основанные на Gecko и Trident
Браузеры, использующие как Trident, так и Gecko:
- K-Meleon с расширением IE Tab
- Mozilla Firefox с расширением IE Tab
- Netscape Browser 8

### Основные на Webkit и Trident
- GNOME Web
- Maxthon (up until version 4.2)
- QQ browser

### Основанные на KHTML
- Konqueror
- Konqueror Embedded

### Основанные на Presto
- Internet Channel (для Wii)
- Nintendo DS Browser
- Opera (для выпусков до 12.18[19][20])

### Для платформы Java
- BOLT Browser
- HotJava
- Opera Mini (по состоянию на 2022 год активно разрабатывается только версия для Android)
- ThunderHawk
- UC Browser

#### Поддержка завершена
- Flock (для расширения возможностей социальных сетей, блоггинг, обмена фотографиями и чтения новостей RSS)
- Ghostzilla (встраивается в GUI, чтобы скрыть активность)
- Gollum browser (создан специально для просмотра Википедии)
- Kirix Strata (предназначен для анализа данных)
- Miro (медиабраузер, интегрирующий аддон BitTorrent)
- Nightingale (открытый audio player и веб-браузер, основанный на исходном коде медиаплеера Songbird (см. ниже))
- Prodigy Classic (исполняемый только внутри приложения)
- Rockmelt (предназначен для объединения веб-браузинга и социальных мероприятий, таких как Facebook и Twitter, в единое пространство в одном окне)
- Songbird (браузер с расширенными возможностями потокового аудио и встроенным медиаплеером с библиотекой)
- SpaceTime (поиск в Интернете в 3D)

### На основе Mosaic
Mosaic был первым широко используемым веб-браузером. Национальный центр суперкомпьютерных приложений (NCSA) лицензировал технологию, и многие компании создали свои собственные веб-браузеры на основе Mosaic. Наиболее известными являются первые версии Internet Explorer и Netscape.
- AMosaic
- IBM WebExplorer
- Internet Explorer 1.x
- Internet in a Box
- Mosaic-CK
- Netscape
- Spyglass Mosaic
- VMS Mosaic

### Остальные
- Abaco (для Plan 9 от Bell Labs и Linux[21])
- Amaya
- Arachne (для DOS и Linux)
- Arena
- Ariadna (АМСД Ариадна) (первый российский веб-браузер)
- AWeb (AmigaOS)
- Baidu Мобильный браузер
- Charon (для Inferno)
- Dillo (для компьютеров нижнего ценового диапазона)
- DR-WebSpyder (для DOS)
- Embrowser (для DOS)
- Flow browser
- Gazelle от Microsoft Research, OS-подобный
- IBrowse (для AmigaOS)
- Ladybird (из SerenityOS)
- Mothra (для Plan 9 от Bell Labs)
- NetPositive (для BeOS)
- NetSurf (веб-браузер с открытым исходным кодом, первоначально для RISC OS и GTK, в дальнейшем для Linux, Windows и других платформ, написан на C)
- Phoenix, браузер, основанный на tkWWW
- Planetweb, браузер для Dreamcast
- Qihoo 360 мобильный браузер
- tkWWW, основанный на Tcl
- Voyager (для AmigaOS)

## Текстовые браузеры
- Emacs/W3
- EWW
- Line Mode Browser
- Links
  - ELinks
- Lynx
- w3m
- WebbIE
- browsh